# Cyathea hexagona
Cyathea hexagona là một loài dương xỉ trong họ Cyatheaceae. Loài này được Fée & W. Schaffn. mô tả khoa học đầu tiên năm 1857.
Danh pháp khoa học của loài này chưa được làm sáng tỏ. 